# Cionus hortulanus
Die Art Cionus hortulanus ist ein Käfer aus der Familie der Rüsselkäfer und der Unterfamilie Curculioninae. Ein deutscher Trivialname ist nicht gebräuchlich, im Standardwerk „Die Rüsselkäfer Baden-Württembergs“ wird er jedoch als „Garten-Blattschaber“ bezeichnet.

## Merkmale
Es handelt sich um einen 3,5–4,5 mm langen Rüsselkäfer von kugeliger Gestalt. Die Körperoberfläche ist schwarz, darauf befinden sich weißliche lange Schuppen, die einen grauen Gesamteindruck verursachen und unbeschuppte Stellen freilassen, die sich als schwarze Punkte abzeichnen. Besonders auffällig ist ein großer schwarzer Punkt auf der Oberseite der Flügeldecken. Die Art ist von weiteren Arten der Gattung Cionus nur sehr schwer zu unterscheiden.

## Lebensweise
Cionus hortulanus entwickelt ist auf Braunwurzgewächse als Wirtspflanze spezialisiert und frisst an Königskerzen und Braunwurzen. Unter den Königskerzen-Arten werden in der Literatur die Schwarze Königskerze und die Windblumen-Königskerze als Wirtspflanzen genannt. In England wurden die Käfer auch auf Schmetterlingsflieder entdeckt.
Die Käfer sind von Juni bis September auf den Wirtspflanzen anzutreffen, wo sie fressen und Eier legen. Der lange Rüssel dient dazu, ein Loch zur Eiablage zu bohren. Wie es für die Gattung typisch ist, leben die Larven auf der Wirtspflanze. Sie sind mit Schleim bedeckt und verpuppen sich in einem Sekretkokon außen an der Pflanze. Das ist ungewöhnlich für Rüsselkäfer, deren Larven normalerweise in der Pflanze oder im Erdreich leben. Im Spätsommer schlüpft die neue Generation.

## Verbreitung und Vorkommen
Cionus hortulanus ist in Europa weit verbreitet und kommt bis Zentralasien vor. In Deutschland ist die Art verbreitet und eine der häufigsten Cionus-Arten.

## Gefährdung
Die Art ist in Deutschland ungefährdet.